# Рапшис, Данас
Да́нас Ра́пшис (лит. Danas Rapšys; род. 21 мая 1995, Паневежис) — литовский пловец, чемпион Европы 2024 года в эстафете, чемпион мира и Европы на короткой воде, двукратный чемпион Универсиады 2017 года, призёр чемпионатов мира и Европы. Специализируется в плавании вольным стилем и на спине.

## Биография
В 2013 году на чемпионате мира в Барселоне, на дистанции 200 м на спине он занял 14-е место, показав время 1:59,05.
Год спустя на чемпионате Европы в Берлине в том же соревновании был пятый (1:57,68).
На чемпионате мира в Казани в 2015 году, на дистанции 200 м на спине, он занял 19-ю позицию со временем 1:59,00. На 100 метровой дистанции он занял 28-е место (54,86).
2016
В мае во время чемпионата Европы в Лондоне он выиграл бронзовую медаль в соревновании на спине 200 м, показав 1:57,22.
Три месяца спустя, на Олимпиаде в Рио-де-Жанейро, он занял 21-е место (1:59,58) на дистанции 200 м на спине. На расстоянии 100 м на спине со временем 54,40 был двадцать четвертым. Рапшис также отплыл эстафету 4 × 100 м, команда Литвы заняла 14-ю позицию.
В декабре во время чемпионата мира на короткой воде в Уинсоре на 200 метрах на спине он занял пятое место, со временем 1:50,79 установив новый национальный рекорд. На 100 метрах был двенадцатым (51.10).
2017
На чемпионате мира в Будапеште, Рапшис в отборочном раунде и полуфинале на 200 м на спине, улучшал рекорд Литвы, показав соответственно 1:56,67 и 1:56,11. В финале этого соревнования был восьмой (1:56,96). В полуфинале, 200 м вольным стилем, он установил рекорд своей страны (1:46,56), но не смог претендовать на финал и оказался в конечном счете на десятой позиции.
Месяц спустя, во время Универсиады в Тайбэе, он выиграл три медали. Он оказался лучшим на 200 м вольным стилем и спиной. В первом соревновании он установил новый рекорд для Литвы (1:45,75). А также выиграл бронзу на 100 м на спине.
2018
На чемпионате Европы в Глазго в 2018 году Данас занял второе место на дистанции 200 метров на спине.
В декабре 2018 года на мировом первенстве по плаванию в 25 м бассейне, на дистанции 400 метров вольным стилем, литовец одержал победу и установил новый рекорд чемпионатов (3:34.01).
2019
На чемпионате мира по водным видам спорта в Кванджу финишировал первым в финальном заплыве на дистанции 200 метров вольным стилем, но был дисквалифицирован за фальстарт.
В декабре 2019 года на чемпионате Европы по плаванию на короткой воде, на дистанции 400 метров вольным стилем, Данас одержал победу установив рекорд чемпионатов 3:33,20. На следующий день он победил и на дистанции 200 метров вольным стилем.
2021
В мае на чемпионате Европы по водным видам спорта, который состоялся в Будапеште, в Венгрии, Данас на дистанции 400 метров вольным стилем завоевал бронзовую медаль, проплыв в финале за 3:45,39.
На чемпионате мира на короткой воде в Абу-Даби выиграл две медали: бронзу на 200 м вольным стилем и серебро на 400 м вольным стилем.